# Mali i Gramës
Mali i Gramës är ett berg i Albanien.   Det ligger i prefekturen Qarku i Dibrës, i den norra delen av landet, 70 km nordost om huvudstaden Tirana. Toppen på Mali i Gramës är 2 345 meter över havet.
Terrängen runt Mali i Gramës är varierad.  
Omgivningarna runt Mali i Gramës är en mosaik av jordbruksmark och naturlig växtlighet.  Runt Mali i Gramës är det ganska glesbefolkat, med 28 invånare per kvadratkilometer.